# 2000 GY114
2000 GY114 är en asteroid i huvudbältet som upptäcktes den 7 april 2000 av LINEAR i Socorro County, New Mexico.
Den tillhör asteroidgruppen Eunomia.